# Detecció de presència en sèrie

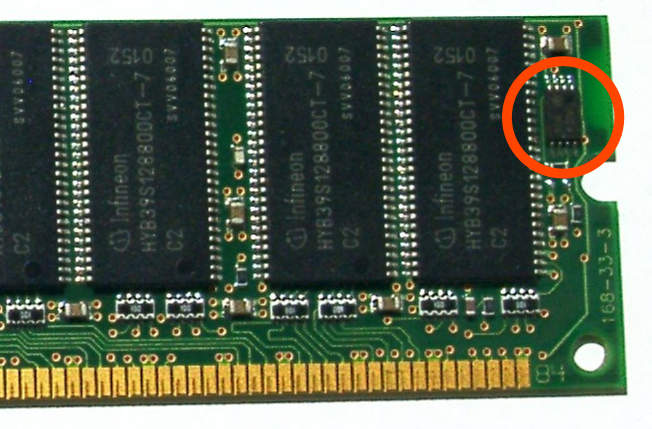
Dispositiu de memòria en un mòdul SDRAM, que conté dades SPD (encerclat vermell)

En informàtica, la detecció de presència en sèrie (SPD) és una manera estandarditzada d'accedir automàticament a la informació sobre un mòdul de memòria. Els SIMM de 72 pins anteriors incloïen cinc pins que proporcionaven cinc bits de dades de detecció de presència en paral·lel (PPD), però l'estàndard DIMM de 168 pins va canviar a una detecció de presència en sèrie per codificar més informació.
Quan s'encén un ordinador modern normal, comença fent una prova automàtica d'encesa (POST). Des de mitjans de la dècada de 1990, aquest procés inclou la configuració automàtica del maquinari actual. SPD és una característica de maquinari de memòria que fa possible que l'ordinador sàpiga quina memòria hi ha i quins temps de memòria ha d'utilitzar per accedir-hi.
Alguns ordinadors s'adapten als canvis de maquinari de forma totalment automàtica. En la majoria dels casos, hi ha un procediment especial opcional per accedir als paràmetres de la BIOS, per veure i, possiblement, fer canvis a la configuració. És possible que es pugui controlar com l'ordinador utilitza les dades de l'SPD de memòria: per triar la configuració, modificar selectivament els temps de memòria o possiblement anul·lar completament les dades SPD (vegeu overclocking).

## Informació emmagatzemada
Perquè un mòdul de memòria admeti SPD, els estàndards JEDEC requereixen que determinats paràmetres estiguin en els 128 bytes inferiors d'una EEPROM situada al mòdul de memòria. Aquests bytes contenen paràmetres de temporització, fabricant, número de sèrie i altra informació útil sobre el mòdul. Els dispositius que utilitzen la memòria determinen automàticament els paràmetres clau del mòdul llegint aquesta informació. Per exemple, les dades SPD d'un mòdul SDRAM poden proporcionar informació sobre la latència CAS perquè el sistema pugui configurar-la correctament sense la intervenció de l'usuari.
S'accedeix al microprogramari SPD EEPROM mitjançant SMBus, una variant del protocol I2C. Això redueix el nombre de pins de comunicació del mòdul a només dos: un senyal de rellotge i un senyal de dades. L'EEPROM comparteix pins de terra amb la RAM, té el seu propi pin d'alimentació i té tres pins addicionals (SA0–2) per identificar la ranura, que s'utilitzen per assignar a l'EEPROM una adreça única en el rang 0x50–0x57. Les línies de comunicació no només es poden compartir entre 8 mòduls de memòria, sinó que el mateix SMBus s'utilitza habitualment a les plaques base per a tasques de control de la salut del sistema, com ara la lectura de voltatges d'alimentació, temperatures de la CPU i velocitats del ventilador.
Les EEPROM SPD també responen a les adreces I2C 0x30–0x37 si no han estat protegides contra escriptura, i una extensió (sèrie TSE) utilitza adreces 0x18–0x1F per accedir a un sensor de temperatura en xip opcional. Tots aquests valors són adreces I2C de set bits formades per un prefix de codi identificador de tipus de dispositiu (DTIC) amb SA0-2: per llegir (1100) des de la ranura 3, s'utilitza 110 0 011 = 0x33. Amb un bit R/W final forma el codi de selecció del dispositiu de 8 bits. Tingueu en compte que la semàntica de slot-id és diferent per a les operacions de protecció contra escriptura: per a elles, els pins SA no els poden passar.
Abans de l'SPD, es van detectar xips de memòria amb detecció de presència paral·lela (PPD). PPD va utilitzar un pin separat per a cada bit d'informació, la qual cosa significava que només es podia emmagatzemar la velocitat i la densitat del mòdul de memòria a causa de l'espai limitat per als pins.

## SDR SDRAM
La primera especificació SPD va ser emesa per JEDEC i endurida per Intel com a part de la seva especificació de memòria PC100 introduïda el 1998.  La majoria dels valors especificats estan en forma decimal codificat en binari. El 4 bits més significatiu pot contenir valors de 10 a 15, i en alguns casos s'estén més alt. En aquests casos, les codificacions per a 1, 2 i 3 s'utilitzen per codificar 16, 17 i 18. Es reserva un rosset més significatiu de 0 per representar "indefinit".

## DDR SDRAM
El format DDR DIMM SPD és una extensió del format SDR SDRAM. Majoritàriament, els intervals de paràmetres es reescalen per adaptar-se a velocitats més altes.